# Ceriana brauerii
Ceriana brauerii är en tvåvingeart som först beskrevs av Samuel Wendell Williston 1888.  Ceriana brauerii ingår i släktet griffelblomflugor, och familjen blomflugor. Inga underarter finns listade i Catalogue of Life.